# Lista de eventos pay-per-view da All Elite Wrestling

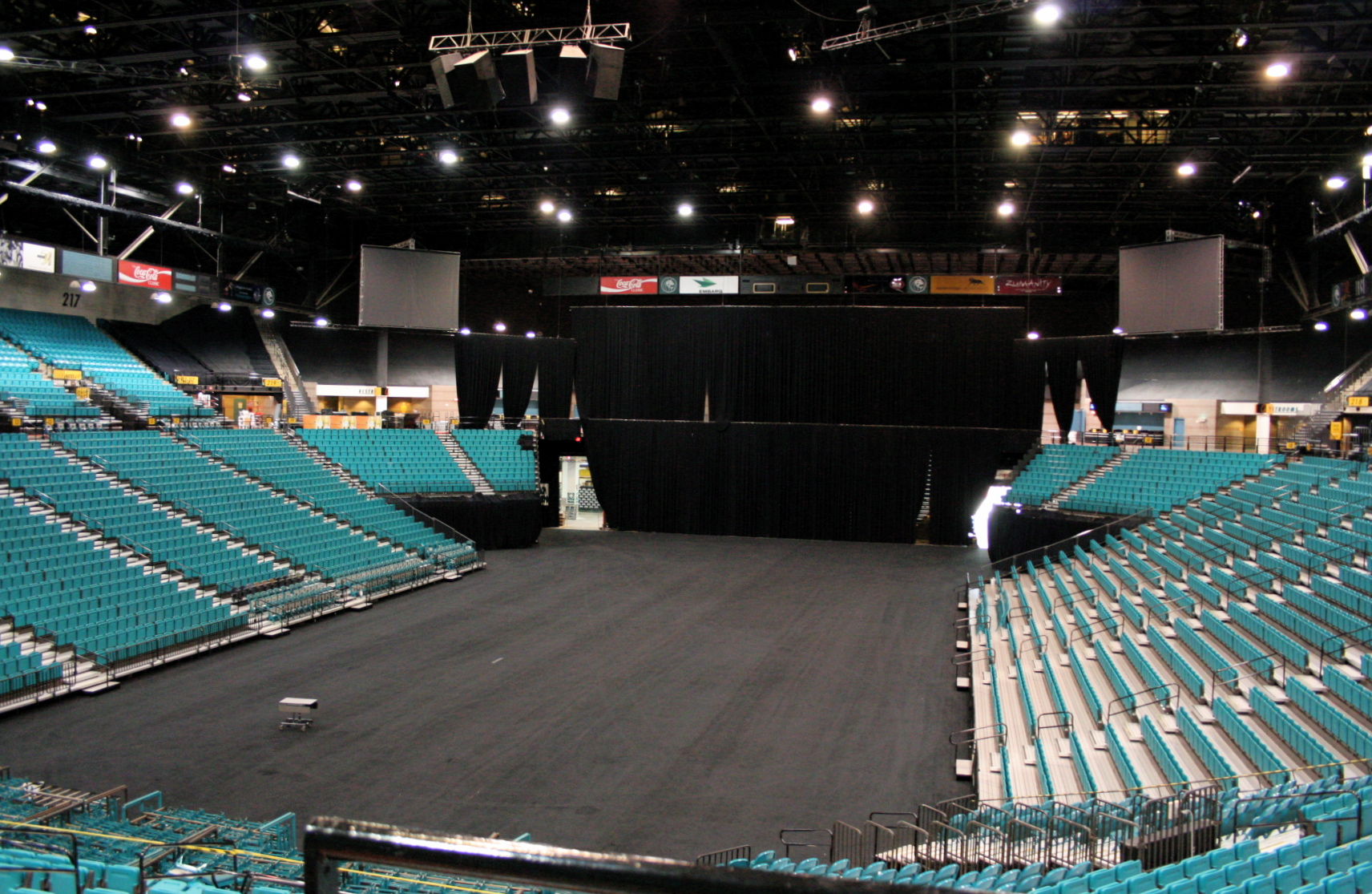
The MGM Grand Garden Arena hosted All Elite Wrestling's inaugural pay-per-view event Double or Nothing

Esta é uma lista de eventos pay-per-view da All Elite Wrestling, detalhando todos os shows de luta livre promovidos em pay-per-view (PPV) pela All Elite Wrestling (AEW).
A criação da AEW foi anunciada em 1º de janeiro de 2019, com a promoção realizando seu evento inaugural, Double or Nothing, que dobrou como seu evento inaugural PPV, em 25 de maio. Double or Nothing é considerado o principal evento da AEW; além disso, o presidente e CEO da AEW, Tony Khan, referiu-se a Double or Nothing, All Out, Full Gear e Revolution como sendo os "quatro grandes" PPVs da promoção, seus quatro maiores shows do ano produzidos trimestralmente. De março de 2020 a julho de 2021, a maioria dos eventos da AEW foram realizados no Daily's Place em Jacksonville, Flórida, devido à pandemia do COVID-19. A AEW começou a readmitir um número limitado de fãs em agosto de 2020 e, em seguida, realizou shows com capacidade total em maio de 2021, antes que a promoção voltasse à turnê ao vivo em meados de julho.
Os pay-per-views estão disponíveis através do serviço Bleacher Report da Warner Bros. Discovery nos Estados Unidos e Canadá, e na FITE TV em outros mercados internacionais. Eles também estão disponíveis através de saídas PPV tradicionais nos EUA e Canadá, e transportados por todos os principais provedores de satélite. Em 19 de fevereiro de 2020, a AEW chegou a um novo acordo de direitos de mídia com a empresa de mídia alemã Sky Deutschland, de propriedade da Comcast (parceira de transmissão da WWE nos EUA, que anteriormente transmitia shows da WWE e Impact Wrestling), para transmitir seus PPVs no Sky Select Event. Em 6 de agosto de 2020, a AEW e a Sky Italia (também de propriedade da Comcast) concordaram em transmitir seus PPVs na Sky Primafila. Em 2 de agosto de 2021, a AEW assinou um acordo com o Eurosport para transmitir seu conteúdo de TV e PPV na Índia.

## Eventos passados

### 2019
| Evento                                                 | Data                  | Localização               | Local                  | Evento principal                                                                                              |
| ------------------------------------------------------ | --------------------- | ------------------------- | ---------------------- | --- |
| Double or Nothing                                      | 25 de maio de 2019    | Paradise, Nevada          | MGM Grand Garden Arena | Chris Jericho vs. Kenny Omega Vencedor seria o desafiante pelo inaugural Campeonato Mundial da AEW no All Out |
| Fyter Fest                                             | 29 de junho de 2019   | Daytona Beach, Florida    | Ocean Center           | Jon Moxley vs. Joey Janela em uma luta unsanctioned                                                           |
| Fight for the Fallen                                   | 13 de julho de 2019   | Jacksonville, Florida     | Daily's Place          | The Young Bucks (Matt Jackson e Nick Jackson) vs. The Brotherhood (Cody e Dustin Rhodes)                      |
| All Out                                                | 31 de agosto de 2019  | Hoffman Estates, Illinois | Sears Centre Arena     | Chris Jericho vs. "Hangman" Adam Page pelo inaugural Campeonato Mundial da AEW                                |
| Full Gear                                              | 9 de novembro de 2019 | Baltimore, Maryland       | Royal Farms Arena      | Jon Moxley vs. Kenny Omega em uma luta unsanctioned Lights Out                                                |
| (c) – refers to the champion(s) heading into the match |                       |                           |                        | |

Notes
- Fyter Fest e Fight for the Fallen só foram ao ar em pay-per-view internacionalmente. Nos Estados Unidos, ambos os eventos foram exibidos gratuitamente no serviço de streaming B/R Live. Os eventos desde então foram realizados como episódios especiais do AEW Dynamite.

### 2020
| Evento                                                 | Data                    | Localização                                      | Local                               | Evento principal |
| ------------------------------------------------------ | ----------------------- | ------------------------------------------------ | ----------------------------------- | --- |
| Revolution                                             | 29 de fevereiro de 2020 | Chicago, Illinois                                | Wintrust Arena                      | Chris Jericho (c) vs. Jon Moxley pelo Campeonato Mundial da AEW |
| Double or Nothing                                      | 23 de maio de 2020      | Jacksonville, Flórida                            | Daily's Place TIAA Bank Field       | Matt Hardy e The Elite ("Hangman" Adam Page, Kenny Omega, Matt Jackson e Nick Jackson) vs. The Inner Circle (Chris Jericho, Jake Hager, Sammy Guevara, Santana e Ortiz) em uma luta Stadium Stampede |
| All Out                                                | 5 de setembro de 2020   | Jacksonville, Flórida Winter Park, Flórida       | Daily's Place Woodland Lakes Dental | Jon Moxley (c) vs. MJF pelo Campeonato Mundial da AEW |
| Full Gear                                              | 7 de novembro de 2020   | Jacksonville, Flórida Cameron, Carolina do Norte | Daily's Place Hardy Compound        | Jon Moxley (c) vs. Eddie Kingston em uma luta "l Quit" pelo Campeonato Mundial da AEW |
| (c) – refers to the champion(s) heading into the match |                         |                                                  |                                     | |

### 2021
| Evento                                                 | Data                   | Localização                            | Local                         | Evento principal |
| ------------------------------------------------------ | ---------------------- | -------------------------------------- | ----------------------------- | --- |
| Revolution                                             | 7 de março de 2021     | Jacksonville, Florida Atlanta, Geórgia | Daily's Place                 | Kenny Omega (c) vs. Jon Moxley em uma luta Exploding Barbed Wire Deathmatch pelo Campeonato Mundial da AEW |
| Double or Nothing                                      | 30 de maio de 2021     | Jacksonville, Flórida                  | Daily's Place TIAA Bank Field | The Inner Circle (Chris Jericho, Jake Hager, Sammy Guevara, Santana e Ortiz) vs. The Pinnacle (MJF, Shawn Spears, Wardlow, Cash Wheeler e Dax Harwood) em uma luta Stadium Stampede Se The Inner Circle perdesse, eles seriam forçados a se separar |
| All Out                                                | 5 de setembro de 2021  | Hoffman Estates, Illinois              | Now Arena                     | Kenny Omega (c) vs. Christian Cage pelo Campeonato Mundial da AEW |
| Full Gear                                              | 13 de novembro de 2021 | Minneapolis, Minnesota                 | Target Center                 | Kenny Omega (c) vs. "Hangman" Adam Page pelo Campeonato Mundial da AEW |
| (c) – refers to the champion(s) heading into the match |                        |                                        |                               | |

### 2022
| Evento                                                 | Data                | Localização               | Local                    | Evento principal                                                        |
| ------------------------------------------------------ | ------------------- | ------------------------- | ------------------------ | ----------------------------------------------------------------------- |
| Revolution                                             | March 6, 2022       | Orlando, Florida          | Addition Financial Arena | "Hangman" Adam Page (c) vs. Adam Cole for the AEW World Championship    |
| Double or Nothing                                      | May 29, 2022        | Paradise, Nevada          | T-Mobile Arena           | "Hangman" Adam Page (c) vs. CM Punk for the AEW World Championship      |
| AEW x NJPW: Forbidden Door                             | June 26, 2022       | Chicago, Illinois         | United Center            | Jon Moxley vs. Hiroshi Tanahashi for the interim AEW World Championship |
| All Out                                                | September 4, 2022   | Hoffman Estates, Illinois | Now Arena                | Jon Moxley (c) vs. CM Punk for the AEW World Championship               |
| Full Gear                                              | 19 de Novembro 2022 | Newark, Nova Jersey       | Prudential Center        | Jon Moxley (c) vs MJF pelo Campeonato Mundial da AEW                    |
| (c) – refers to the champion(s) heading into the match |                     |                           |                          |                                                                         |

### 2023
| Evento                                              | Data                   | Localização               | Local                             | Evento principal |
| --------------------------------------------------- | ---------------------- | ------------------------- | --------------------------------- | --- |
| Revolution                                          | 5 de março de 2023     | São Francisco, Califórnia | Chase Center                      | MJF (c) vs. Bryan Danielson em uma Luta Iron Man de 60 minutos pelo Campeonato Mundial da AEW |
| Double or Nothing                                   | 28 de março de 2023    | Paradise, Nevada          | T-Mobile Arena                    | Blackpool Combat Club (Jon Moxley, Bryan Danielson, Wheeler Yuta e Claudio Castagnoli) vs. The Elite (Kenny Omega, Matt Jackson, Nick Jackson e "Hangman" Adam Page) em uma luta Anarchy in the Arena |
| AEW x NJPW: Forbidden Door                          | 25 de junho de 2023    | Toronto, Ontário, Canadá  | Scotiabank Arena                  | Bryan Danielson vs. Kazuchika Okada |
| All In                                              | 27 de agosto de 2023   | Londres, Inglaterra       | Wembley Stadium                   | MJF (c) vs. Adam Cole pelo Campeonato Mundial da AEW |
| All Out                                             | 3 de setembro de 2023  | Chicago, Illinois         | United Center                     | Orange Cassidy (c) vs. Jon Moxley pelo Campeonato Internacional da AEW |
| WrestleDream                                        | 1º de outubro de 2023  | Seattle, Washington       | Climate Pledge Arena              | Christian Cage (c) vs Darby Allin em uma luta Two out of three falls match pelo Campeonato TNT da AEW                                                                                                 |
| Full Gear                                           | 18 de novembro de 2023 | Inglewood, Califórnia     | Kia Forum                         | MJF (c) vs. Jay White pelo Campeonato Mundial da AEW |
| Worlds End                                          | 30 de dezembro de 2023 | Uniondale, Nova Iorque    | Nassau Veterans Memorial Coliseum | MJF (c) vs. Samoa Joe pelo Campeonato Mundial da AEW |
| (c) – refere-se ao(s) campeão(es) indo para a luta. |                        |                           |                                   | |

### 2024
| Evento                                              | Data                | Localização                   | Local                    | Evento principal | Notas                                    |
| --------------------------------------------------- | ------------------- | ----------------------------- | ------------------------ | --- | ---------------------------------------- |
| Revolution                                          | 3 de março de 2024  | Greensboro, Carolina do Norte | Greensboro Coliseum      | Sting and Darby Allin (c) vs. The Young Bucks (Matthew Jackson and Nicholas Jackson) in a Tornado tag team match for the AEW World Tag Team Championship This was also Sting's retirement match.                         |                                          |
| Dynasty                                             | 21 de Abril 2024    | St. Louis, Missouri           | Chaifetz Arena           | Samoa Joe (c) vs. Swerve Strickland pelo AEW World Championship |                                          |
| Double or Nothing                                   | 26 de Maio 2024     | Paradise, Nevada              | MGM Grand Garden Arena   | The Elite (Kazuchika Okada, Jack Perry, and The Young Bucks (Matthew Jackson and Nicholas Jackson)) vs. Team AEW (Bryan Danielson, Darby Allin, and FTR (Cash Wheeler and Dax Harwood)) in an Anarchy in the Arena match |                                          |
| AEW x NJPW: Forbidden Door                          | 30 de Junho 2024    | Elmont, New York              | UBS Arena                | Swerve Strickland (c) vs. Will Ospreay for the AEW World Championship | Co-produzido com New Japan Pro-Wrestling |
| All In                                              | 25 de Agosto 2024   | Londres, Ingleterra           | Wembley Stadium          | Swerve Strickland (c) vs Bryan Danielson in a Title vs. Career match for the AEW World Championship |                                          |
| All Out                                             | 7 de Setembro 2024  | Hoffman Estates, Illinois     | Now Arena                | "Hangman" Adam Page vs. Swerve Strickland in a Lights Out Steel Cage match |                                          |
| WrestleDream                                        | 12 de Outubro 2024  | Tacoma, Washington            | Tacoma Dome              | Bryan Danielson (c) vs. Jon Moxley for the AEW World Championship |                                          |
| Full Gear                                           | 23 de Novembro 2024 | Newark, New Jersey            | Prudential Center        | Jon Moxley (c) vs. Orange Cassidy pelo Campeonato Mundial da AEW |                                          |
| Worlds End                                          | 28 de Dezembro 2024 | Orlando, Florida              | Addition Financial Arena | Jon Moxley (c) vs. Orange Cassidy vs. "Hangman" Adam Page vs. Jay White pelo Campeonato Mundial da AEW |                                          |
| (c) – refere-se ao(s) campeão(es) indo para a luta. |                     |                               |                          | |                                          |

### 2025
| Evento                                              | Data               | Cidade                  | Local                | Público | Evento Principal | Notas                                                                                             |
| --------------------------------------------------- | ------------------ | ----------------------- | -------------------- | ------- | --- | ------------------------------------------------------------------------------------------------- |
| Wrestle Dynasty                                     | 5 de Janeiro 2025  | Tóquio, Japão           | Tokyo Dome           | 16,300  | Zack Sabre Jr. (c) vs. Ricochet pelo Campeonato Mundial de Pesos Pesados da IWGP                                                    | Co-produzido com New Japan Pro-Wrestling, Ring of Honor, Stardom e Consejo Mundial de Lucha Libre |
| Revolution                                          | 9 de Março 2025    | Los Angeles, California | Crypto.com Arena     | 11,670  | Jon Moxley (c) vs. Cope vs. Christian Cage pelo Campeonato Mundial da AEW                                                           |                                                                                                   |
| Dynasty                                             | 6 de Abril 2025    | Filadélfia, Pensilvânia | Liacouras Center     | 7,921   | Jon Moxley (c) vs. Swerve Strickland pelo Campeonato Mundial da AEW                                                                 |                                                                                                   |
| Double or Nothing                                   | 25 de Maio de 2025 | Glendale, Arizona       | Desert Diamond Arena | 8,179   | "Hangman" Adam Page vs. Will Ospreay in the men's 2025 Owen Hart Foundation Cup Final for an AEW World Championship match at All In |                                                                                                   |
| All In                                              | 12 de Julho 2025   | Arlington, Texas        | Globe Life Field     |         | Jon Moxley (c) vs. "Hangman" Adam Page numa Texas Deathmatch pelo Campeonato Mundial da AEW                                         |                                                                                                   |
| (c) – refere-se ao(s) campeão(es) indo para a luta. |                    |                         |                      |         | |                                                                                                   |

## Próximos eventos

### 2025
| Evento                                                | Data                   | Localização              | Cidade           | Evento Principal | Notas                                    |
| ----------------------------------------------------- | ---------------------- | ------------------------ | ---------------- | ---------------- | ---------------------------------------- |
| Forbidden Door                                        | 24 de Agosto 2025      | Londres, Inglaterra      | The O2 Arena     | TBA              | Co-produzido com New Japan Pro-Wrestling |
| All Out                                               | 20 de Setembro de 2025 | Toronto, Ontário, Canadá | Scotiabank Arena | TBA              |                                          |
| WrestleDream                                          | 18 de Outubro de 2025  | St. Louis, Missouri      | Chaifetz Arena   | TBA              |                                          |
| (c) – refere-se ao(s) campeão(es) que vão para a luta |                        |                          |                  |                  |                                          |

### 2026
| Evento                                                | Data | Local               | Cidade          | Evento Principal | Notas |
| ----------------------------------------------------- | ---- | ------------------- | --------------- | ---------------- | ----- |
| All In                                                | 2026 | Londres, Inglaterra | Wembley Stadium | TBA              |       |
| (c) – refere-se ao(s) campeão(es) que vão para a luta |      |                     |                 |                  |       |

## Maiores participantes em combates pay-per-view
Esses dez lutadores tiveram o maior número de lutas até o All In 2025.
| Rank | Lutador                                       | Nº de lutas PPV | Primeira luta PPV      | Última luta PPV   |
| ---- | --------------------------------------------- | --------------- | ---------------------- | ----------------- |
| 1    | Matt/Matthew Jackson                          | 31              | Double or Nothing 2019 | All In 2025       |
| 1    | Nick/Nicholas Jackson                         | 31              | Double or Nothing 2019 | All In 2025       |
| 3    | MJF                                           | 30              | Double or Nothing 2019 | All In 2025       |
| 3    | "Hangman" Adam Page                           | 30              | Double or Nothing 2019 | All In 2025       |
| 5    | Jon Moxley                                    | 28              | Fyter Fest 2019        | All In 2025       |
| 6    | Chris Jericho                                 | 27              | Double or Nothing 2019 | Dynasty 2025      |
| 7    | Darby Allin                                   | 25              | Fyter Fest 2019        | WrestleDream 2024 |
| 7    | Orange Cassidy                                | 25              | Fyter Fest 2019        | Worlds End 2024   |
| 7    | Kenny Omega                                   | 25              | Double or Nothing 2019 | All In 2025       |
| 10   | Jungle Boy/"Jungle Boy" Jack Perry/Jack Perry | 22              | Double or Nothing 2019 | Full Gear 2024    |

## Eventos temáticos
Alguns eventos All Elite Wrestling podem ser temáticos, centrados em tipos específicos de lutas ou ter um evento principal recorrente anualmente.
| Double or Nothing | Desde 2020, o evento apresenta uma tornado tag team match especializada entre duas equipes multi-man, originalmente a Stadium Stampede match, mas desde 2022, a Anarchy in the Arena match. O evento em si também traz um tema Las Vegas por ser realizado em Las Vegas. |
| Forbidden Door    | Apresenta competição direta entre lutadores da AEW e New Japan Pro-Wrestling (NJPW). |
| Worlds End        | Apresenta o torneio Continental Classic. |
| WrestleDream      | O evento é um show memorial realizado em homenagem ao fundador da NJPW Antonio Inoki. |
| Wrestle Dynasty   | Apresenta competição direta entre lutadores da AEW, NJPW, Consejo Mundial de Lucha Libre, Ring of Honor e World Wonder Ring Stardom. |